# Premiul Asociației Britanice de Science Fiction
Premiul Asociației Britanice de Science Fiction (BSFA Awards) este un premiu literar acordat celei mai buni lucrări SF a unui autor britanic publicată în anul anterior decernării sale. Este acordat din 1970 de către Asociația Britanică de Science Fiction (British Science Fiction Association, prescurtat BSFA). Premiul este acordat în luna aprilie cu ocazia convenției Eastercon. Trofeul acordat este simplu dar de efect: este o placă metalică strălucitoare pe care este gravat câștigătorul, numele operei premiate și anul decernării.

## Categorii
Inițial premiul se oferea pentru cel mai bun roman. Categoria privind cea mai bună lucrare scurtă a fost adăugat în 1980. Categoria cea mai bună lucrare de artă a fost adăugată în 1995, iar cea mai bună non-ficțiune în 2002. Categoria privind cel mai bun produs media (de exemplu film) a fost adăugată din 1979 până în 1992.
Categoriile actuale sunt (denumire originală și traducere): 
- BSFA Award for Best Novel (Premiul Asociației Britanice de Science Fiction pentru cel mai bun roman)
- BSFA Award for Best Short Fiction (Premiul Asociației Britanice de Science Fiction pentru cea mai bună lucrare scurtă de ficțiune)
- BSFA Award for Best Non-Fiction (Premiul Asociației Britanice de Science Fiction pentru cea mai bună lucrare de non-ficțiune)
- BSFA Award for Best Artwork (Premiul Asociației Britanice de Science Fiction pentru cea mai bună lucrare de artă)

Categorii anterioare:
- BSFA Award for Best Media (Premiul Asociației Britanice de Science Fiction pentru cel mai bun produs media)

## Câștigători
1969
Roman: Stand on Zanzibar de John Brunner
1970
Roman: The Jagged Orbit de John Brunner
1971
Colecție: The Moment of Eclipse de Brian W. Aldiss
1972
Neacordat — insuficiente voturi.
1973
Roman: Rendezvous with Rama de Arthur C. Clarke
Premiu special: Billion Year Spree de Brian W. Aldiss
1974
Roman: Inverted World de Christopher Priest
1975
Roman: Orbitsville de Bob Shaw
1976
Roman: Brontomek! de Michael G. Coney
Premiu special: A Pictorial History of Science Fiction de David Kyle
1977
Roman: The Jonah Kit de Ian Watson
1978
Roman: A Scanner Darkly de Philip K. Dick
Colecție: Deathbird Stories de Harlan Ellison
Audio-vizual: The Hitchhiker's Guide to the Galaxy (serie radio originală) - Douglas Adams
1979
Roman: The Unlimited Dream Company de J. G. Ballard
Operă scurtă: "Palely Loitering" de Christopher Priest (F&SF)
Audio-vizual: The Hitchhiker's Guide to the Galaxy record
Artist: Jim Burns
1980
Roman: Timescape de Gregory Benford
Operă scurtă: "The Brave Little Toaster" de Thomas M. Disch (F&SF)
Audio-vizual: The Hitchhiker's Guide to the Galaxy serie radio  - Douglas Adams
Artist: Peter Jones
1981
Roman: The Shadow of the Torturer de Gene Wolfe
Operă scurtă: "Mythago Wood" de Robert Holdstock (F&SF)
Audio-vizual: Time Bandits
Artist: Bruce Pennington
1982
Roman: Helliconia Spring de Brian W. Aldiss
Operă scurtă: "Kitemaster" de Keith Roberts (Interzone)
Audio-vizual: Blade Runner
Artist: Tim White
1983
Roman: Tik-Tok de John Sladek
Operă scurtă: "After-Images" de Malcolm Edwards (Interzone)
Audio-vizual: Android
Artist: Bruce Pennington
1984
Roman: Mythago Wood de Robert Holdstock
Operă scurtă: "The Unconquered Country" de Geoff Ryman (Interzone)
Audio-vizual: The Company of Wolves
Artist: Jim Burns
1985
Roman: Helliconia Winter de Brian W. Aldiss
Operă scurtă: "Cube Root" de David Langford (Interzone)
Audio-vizual: Brazil
Artist: Jim Burns
1986
Roman: The Ragged Astronauts de Bob Shaw
Operă scurtă: "Kaeti and the Hangman" de Keith Roberts (in collection Kaeti & Company)
Audio-vizual: Aliens
Artist: Keith Roberts
1987
Roman: Grainne de Keith Roberts
Operă scurtă: "Love Sickness" de Geoff Ryman (Interzone)
Audio-vizual: Star Cops
Artist: Jim Burns
1988
Roman: Lavondyss de Robert Holdstock
Operă scurtă: "Dark Night in Toyland" de Bob Shaw (Interzone)
Audio-vizual: Who Framed Roger Rabbit
Artist: Alan Lee
1989
Roman: Pyramids de Terry Pratchett
Operă scurtă: "In Translation" de Lisa Tuttle (Zenith)
Audio-vizual: Red Dwarf
Artist: Jim Burns
1990
Roman: Take Back Plenty de Colin Greenland
Operă scurtă: "The Original Doctor Shade" de Kim Newman (Interzone)
Audio-vizual: Twin Peaks
Artist: Ian Miller
1991
Roman: The Fall of Hyperion de Dan Simmons
Operă scurtă: "Bad Timing" de Molly Brown (Interzone)
Audio-vizual: Terminator 2: Judgment Day
Operă de artă: Mark Harrison
1992
Roman: Red Mars de Kim Stanley Robinson
Operă scurtă: "Innocent" de Ian McDonald (New Worlds 2)
Operă de artă: Jim Burns
1993
Roman: Aztec Century de Christopher Evans
Operă scurtă: "The Ragthorn" de Robert Holdstock and Garry Kilworth (Interzone)
Operă de artă: Jim Burns
Premiu special: The Encyclopedia of Science Fiction ed. John Clute and Peter Nicholls
1994
Roman: Feersum Endjinn de Iain M. Banks
Operă scurtă: "The Double Felix" de Paul di Filippo (Interzone)
Operă de artă: Jim Burns
1995
Roman: The Time Ships de Stephen Baxter
Operă scurtă: "The Hunger and Ecstasy of Vampires" de Brian Stableford (shorter version, Interzone 91/92)
Operă de artă: Jim Burns (coperta Seasons of Plenty)
1996
Roman: Excession de Iain M. Banks
Operă scurtă: "A Crab Must Try" de Barrington J. Bayley (Interzone 103)
Operă de artă: Jim Burns (coperta Ancient Shores)
1997
Roman: The Sparrow de Mary Doria Russell
Operă scurtă: "War Birds" de Stephen Baxter (Interzone 126)
Operă de artă: SMS (coperta 'The Black Blood of the Dead' - Interzone 116)
1998
Roman: The Extremes, de Christopher Priest
Operă scurtă: "La Cenerentola" de Gwyneth Jones (Interzone 136)
Operă de artă: Jim Burns, 'Lord Prestimion' (copertă, Interzone 138)
1999
Roman: The Sky Road de Ken MacLeod
Operă scurtă: "Hunting the Slarque" de Eric Brown (Interzone 141)
Operă de artă: Jim Burns, Darwinia (copertă a Darwinia, Robert Charles Wilson)
2000
Roman: Ash: A Secret History de Mary Gentle
Operă scurtă: "The Suspect Genome" de Peter F. Hamilton (Interzone 156)
Operă de artă: Hideaway - Dominic Harman (copertă, Interzone 157)
2001
Roman: Chasm City de Alastair Reynolds
Short Story: "Children of Winter" de Eric Brown (Interzone 163)
Operă de artă: coperta Omegatropic de Colin Odell
Non-ficțiune: Omegatropic de Stephen Baxter
2002
Roman: The Separation de Christopher Priest
Ficțiune scurtă: Coraline de Neil Gaiman
Operă de artă: coperta Interzone 179 de Dominic Harman
Related Publication: Introduction to Maps: The Uncollected John Sladek de David Langford
2003
Roman: Felaheen de Jon Courtenay Grimwood
Ficțiune scurtă: The Wolves in the Walls de Neil Gaiman & Dave McKean
Operă de artă: coperta The True Knowledge of Ken MacLeod de Colin Odell
Non-ficțiune: Reading Science Fiction de Farah Mendlesohn
2004
Roman: River of Gods de Ian McDonald
Ficțiune scurtă: Mayflower II de Stephen Baxter
Operă de artă: copertă, Newton's Wake de Stephan Martinière (US Edition)
2005
Roman: Air de Geoff Ryman
Ficțiune scurtă: Magic for Beginners de Kelly Link
Operă de artă: copertă, Interzone #200 de Pawel Lewandowski
Non-ficțiune Award: Soundings: Reviews 1992-1996 de Gary K. Wolfe
2006
Roman: End of the World Blues  de Jon Courtenay Grimwood
Ficțiune scurtă: The Djinn's Wife de Ian McDonald
Operă de artă: copertă, Time Pieces Angelbot de Christopher "Fangorn" Baker
2007
Roman: Brasyl de Ian McDonald
Ficțiune scurtă: Lighting Out de Ken MacLeod
Operă de artă: Cracked World, coperta a disLocations, de Andy Bigwood
2008
Roman: The Night Sessions de Ken MacLeod
Ficțiune scurtă: Exhalation de Ted Chiang
Operă de artă: coperta a Subterfuge de Andy Bigwood
Non-ficțiune: Rhetorics of Fantasy de Farah Mendlesohn
2009
Roman: The City & the City de China Mieville
Ficțiune scurtă: The Beloved Time of Their Lives de Ian Watson and Roberto Quaglia
Operă de artă: coperta a Desolation Road de Stephan Martinière
Non-ficțiune: Mutant Popcorn de Nick Lowe
2010
Roman: The Dervish House de Ian McDonald
Ficțiune scurtă: The Ship Maker de Aliette de Bodard
Operă de artă: coperta a Zoo City, de Joey Hi-Fi
Non-ficțiune: Blogging the Hugos: Decline de Paul Kincaid
2011
Roman: The Islanders de Christopher Priest
Ficțiune scurtă: The Copenhagen Interpretation de Paul Cornell
Operă de artă: coperta a The Noise Revealed, de Dominic Harman
Non-ficțiune: The Encyclopedia of Science Fiction 3rd edition de John Clute, Peter Nicholls, David Langford și Graham Sleight